# Sandören, Nykarleby
Sandören är en del av en ö i Finland.   Den ligger i landskapet Österbotten, i den centrala delen av landet, 400 km norr om huvudstaden Helsingfors.